# Lars Emil Bruun
Lars Emil Bruun (født 29. marts 1852 i Havdrup, død 21. november 1923 i Monte Carlo) var en dansk numismatiker og forretningsmand.
Bruun var søn af teglværksejer Ole Bruun og Caroline Frederikke Jensen og kom i 1876 i handelslære i Holbæk. Efter endt uddannelse på Grüners handelsakademi var han ansat i flere større firmaer.
Den 3 juni 1883 grundlagde han forretningen L. E. Bruun på Halmtorvet 14 i København. Firmaet pakkede og solgte dansk smør over store dele af verden. Det flyttede i 1890 til en ejendom på Gothersgade og i 1895 tilknyttedes "The Danish Islands Preserved Butter Co." Firmaet blev de følgende år udvidet
ved køb af flere konkurrerende selskaber og i 1917 blev det omdannet til et aktieselskab.

## L. E. Bruuns Møntsamling
Bruun begyndte at samle mønter allerede som ung og med tiden voksede hans samling til at blive en af de største private samlinger af engelske, danske, norske og svenske mønter og medaljer.
I 1914 og 1918 solgte han sin svenske møntsamling og i 1922 købte
han Bille-Brahe-samlingen. Efter Bruuns død solgtes store dele af hans samling af engelske mønter på auktion i London. Mønterne fra Northumberland, Østangel og Irland overdroges dog som gave til Den Kongelige Mønt- og Medaillesamling.
Bruuns samling af mønter, medaljer og pengesedler fra Danmark, Norge, Sverige, Slesvig og Holsten og hans numismatiske bibliotek skulle ifølge hans testamente deponeres i hundrede år efter hans død på Frederiksborg slot som reserve for Den Kongelige Mønt- og Medaillesamling. Da samlingen blev frigivet til arvingerne i 2024 fik Den Kongelige Mønt- og Medaillesamling mulighed at købe syv mønter fra Bille-Brahe-samlingen. Den resterende del af samlingen sættes til salg via Stack’s Bowers Galleries med begyndelse i september 2024. Samlingen, der består af knap 20.000 mønter, er forsikret for 500 millioner kroner.

## Familie
Bruun blev gift den 3. maj 1892 på Frederiksberg med Ingeborg Bauditz. Parret blev skilt og den 14. oktober 1908 blev Bruun gift i Tillitse med Pauline Antoinette (Tony) Juliane Kiær. I 1908 blev han udnævnt til Ridder af Dannebrog og i 1923 til Dannebrogsmand.
Han er begravet på Gentofte Kirkegård.